# Buon Ma Thuot
Buon Ma Thuot é uma cidade localizada na região central montanhosa do Vietnã, na província de Dac Lac.
Ela está situada na junção de diversas estradas importantes do país, é servida por um aeroporto, situado nos limites da cidade. Seus habitantes são em maioria pertencentes aos grupos étnicos Bahnar e Jarai, também chamados de Montagnards ou Degar.

## Guerra
Pleiku foi uma cidade de importância estratégica durante a Guerra do Vietnã, porque ali se encontrava um dos principais pontos terminais de distribuição de equipamentos e provisões militares do exército norte-americano, ligando a costa ao interior. Além disso, sua localização num platô das montanhas, entre Kontum ao norte e Buon Me Thuot ao sul, e as bases do exército norte-vietnamita a oeste, em território cambojano, fizeram da cidade o centro principal de defesa de toda a região alta da República do Vietnã. O ataque feito pelas forças do vietcong a esta cidade no começo de 1965, contra os marines ali estabelecidos, foi um dos eventos-chave para a escalada do conflito.
Após a retirada das forças norte-americanas do Vietnã, em 1973, a cidade recebeu ordens de ser evacuada pelo presidente Nguyen Van Thieu depois da perda de Buon Me Thuot aos comunistas do norte e da insegurança da estrada levando a Qui Nhon. Esta tentativa de retirada da população e dos soldados ali baseados frente ao avanço norte-vietnamita, levou a um dos maiores massacres do fim de guerra, com mais de cem mil civis evacuados da área de Pleiku e Kontum sendo mortos pelo inimigo nas estradas.

## Transportes
- Aeroporto de Buon Ma Thuot